# Milena Zahrynowská
Milena Zahrynowská (10. listopadu 1941 Praha – 5. prosince 1986 Praha) byla česká zpěvačka a herečka.
Po studiu na pražské konzervatoři, kde studovala tanec, dirigování a komponování, působila od roku 1963 až do roku 1986 jako herečka a zpěvačka v Hudebním divadle v Karlíně a v Nuselském divadle Na Fidlovačce. V 60. letech 20. století také pravidelně pohostinsky vystupovala v šesti hrách Divadla Semafor.
V letech 1961-1969 byla provdána za českého muzikologa a hudebního publicistu Antonína Sychru  (1918-1969).
Zemřela roku 1986 v Praze a je pohřbena na Vinohradském hřbitově.

## Filmografie
- 1972 	Pan Tau - I. seriál: Hledá se pan Tau
- 1970 	Papá Offenbach (seriál)
- 1969 	Flirt se slečnou Stříbrnou
- 1969 	Případ pro začínajícího kata
- 1969 	Slasti Otce vlasti
- 1968 	Pražské noci
- 1967 	Sedm žen Alfonse Karáska (TV film)
- 1966 	Poslední růže od Casanovy
- 1966 	Svatební cesta aneb Ještě ne, Evžene! (TV film)
- 1965 	Zločin v dívčí škole
- 1963 	Křik
- 1960 	Smyk